# كاتارينا بولاتوفيتش
كاتارينا بولاتوفيتش مواليد 15 نوفمبر 1984 في كراغوييفاتس، جمهورية صربيا الاشتراكية، جمهورية يوغوسلافيا الاشتراكية الاتحادية، هي لاعبة كرة يد مونتينيغرية تلعب كظهير أيمن. مثلت منتخب الجبل الأسود لكرة اليد للسيدات. شاركت في دورة الألعاب الأولمبية الصيفية سنة 2012. حققت المركز الأول في بطولة أوروبا لكرة اليد للسيدات 2012.

## سجل المنافسة
شاركت في البطولات التالية:
- الألعاب الأولمبية الصيفية 2012
- الألعاب الأولمبية الصيفية 2016
- بطولة العالم لكرة اليد للسيدات 2013
- بطولة العالم لكرة اليد للسيدات 2015
- بطولة أوروبا لكرة اليد للسيدات 2012
- بطولة أوروبا لكرة اليد للسيدات 2014

## الميداليات
| الميدالية | المسابقة                            |
| --------- | ----------------------------------- |
| ذهبية     | بطولة أوروبا لكرة اليد للسيدات 2012 |
| فضية      | ألعاب البحر الأبيض المتوسط 2005     |

## روابط خارجية
- كاتارينا بولاتوفيتش على موقع الاتحاد الأوروبي لكرة اليد (الإنجليزية)
- كاتارينا بولاتوفيتش على موقع أوليمبيديا (الإنجليزية)